# 이소윤 (연출가)
이소윤은 대한민국의 텔레비전 드라마 연출감독이다.

## 드라마
- 2015년 tvN 금토 미니시리즈 《오 나의 귀신님》 ... 프로듀서
- 2023년 tvN 수목 미니시리즈 《성스러운 아이돌》 ... 공동연출